# Бинкова къща
Бинковата къща (на македонска литературна норма: Куќа на Бинка) е възрожденска къща в град Крушево, Северна Македония. Сградата е обявена за значимо културно наследство на Северна Македония.
В 2013 година къщата е обновена с 4 милиона денара от Института за защита на паметниците на културата и музей – Прилеп.